# Fernando Haddad
Fernando Haddad (San Paolo, 25 gennaio 1963) è un politico e politologo brasiliano di origini libanesi, ministro delle finanze dal 1º gennaio 2023.

## Biografia
Suo padre era un immigrato cristiano libanese originario di Ain Aata arrivato in Brasile nel 1948 dove ha aperto un negozio nel comune di Uchoa nello Stato di San Paolo. È docente di Scienza politica all'Università di San Paolo. Ministro dell'Educazione nei governi dei presidenti Lula e Dilma Rousseff dal 2005 al 2012.
Dal 2013 al 1º gennaio 2017 è stato sindaco di San Paolo.
È stato il candidato del Partito dei Lavoratori alla presidenza della Repubblica nelle elezioni del 2018 ottenendo il 29,3% al primo turno e il 44,5% al ballottaggio contro Jair Bolsonaro. In questa occasione, aveva come candidata a suo vice-presidente, Manuela d'Ávila, del Partito Comunista del Brasile.
In seguito alla vittoria di Lula alle elezioni del 2022, Fernando è stato nominato da quest'ultimo ministro delle finanze, carica che ricopre dal 1º gennaio 2023.

## Vita privata
È sposato dal 1988 con la dentista Ana Estela Haddad. Nel 1992 la coppia ha messo al mondo Frederico, e nel 2000 Ana Carolina. È cristiano ortodosso.

## Pubblicazioni

### Tesi accademiche
- O Caráter Sócio-Econômico do Sistema Soviético. Mestrado em Economia. Relatore: Eleutério Fernando da Silva Prado[7]
- De Marx a Habermas - O Materialismo Histórico e seu Paradigma Adequado. Dottorato in Filosofia. Relatore: Paulo Eduardo Arantes[7]

### Libri
- (PT) Haddad F., O Sistema Soviético e sua decadência, San Paolo, Scritta Editorial, 1992, ISBN 85-85328-18-5.
- (PT) Haddad F., Em defesa do socialismo, Petrópolis, Editora Vozes, 1998, ISBN 85-326-1992-4.
- (PT) Haddad F., Desorganizando o consenso, Petrópolis, Editora Vozes, 1998, ISBN 85-326-1997-5.
- (PT) Haddad F., Sindicatos, cooperativas e socialismo, San Paolo, Editora Fundação Perseu Abramo, 2003, ISBN 85-86469-80-7.
- (PT) Haddad F., Trabalho e Linguagem para a Renovação do Socialismo, Rio de Janeiro, Azougue Editorial, 2004, ISBN 85-88338-43-2.